# 阿姆斯特丹歷史
阿姆斯特丹的歷史最早可以追溯到13世紀時，當時人們在附近阿姆斯特爾河上建築水壩，而阿姆斯特丹就得名於此。目前已知有關於阿姆斯特爾水壩最早的紀錄可以追溯至1,204年。

## 中古時代
13世紀初，一些冒险者乘着由挖空的原木做成的船从阿姆斯特尔河顺流而下，并在河周围的沼泽湿地之外修建了堤坝。“阿姆斯特丹”这个词最早于1275年10月27日被记录在册。当年，荷兰伯爵弗洛里斯五世免除了通过这座大坝的费用。史料将最早居住在大坝周边的居民叫做“homines manentes apud Amestelledamme”。到了1327年，这个名称演化为“Aemsterdam”。与奈梅亨、鹿特丹和乌特勒支等更古老的荷兰城市相比，阿姆斯特丹的历史相对比較短暂。2008年10月，历史地理学家克里斯·德·邦特（Chris de Bont）聲稱，早在10世纪，阿姆斯特丹周边的土地就已经存在开垦的痕迹。当然，这并不意味着当时该地区已经被开垦。肥沃的土地可能尚未有人耕种，这可能是生产泥炭所留下的痕迹。

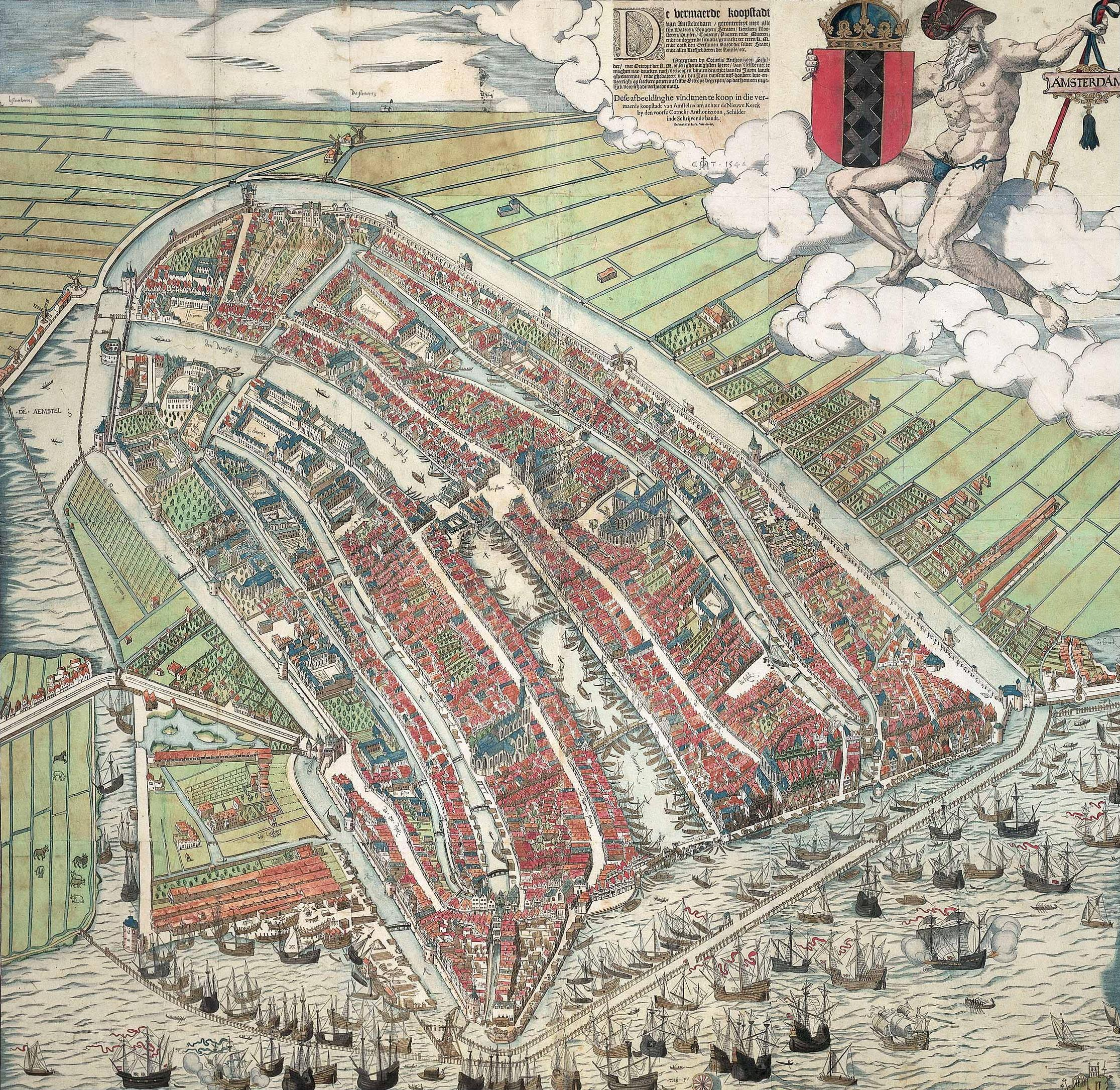
1544年的阿姆斯特丹

阿姆斯特丹於1300年（一说1306年）被正式授予城市资格。从14世纪起，阿姆斯特丹开始蓬勃发展，这主要归功于与汉萨同盟的贸易。1345年，卡尔弗街成了市民朝圣的地方，直到新教成为了荷兰的国教。这些朝圣礼仪现今已经不存在，只剩下当时那些华贵的服装供后人瞻仰。
16世纪，由于当时统治荷兰的西班牙王室开始推行新的税收政策，以及建立迫害新教徒的西班牙宗教裁判所，荷兰人开始反抗西班牙国王腓力二世和他的继任者。新兴资本孕育出了一大批新教徒，再加上加尔文教徒们开始反抗，这场起义不久升级为“80年战争”，并最终促成了荷兰的独立。起义的领袖，值得赞美的奥兰治拿骚的“威廉”宣布荷兰北方8个省（包括阿姆斯特丹）独立为荷兰共和国，他也成为了第一位荷兰皇室成员。他推行了一系列较为宽松的宗教政策，使得伊比利亚半岛的犹太人、法国的胡格诺派、佛兰德斯的富商和印刷工，以及来自西班牙控制的低地国家的经济与宗教難民在阿姆斯特丹找到了安全的栖身之所。佛兰德印刷工的涌入以及对各种思想的包容使得阿姆斯特丹成为了欧洲的自由出版中心。

## 黄金年代
17世纪被认为是阿姆斯特丹的黄金年代。荷兰商船从阿姆斯特丹开往波罗的海、北美洲和非洲，以及今天的印尼、印度、斯里兰卡和巴西，由此构建了世界贸易网络的基础。荷兰东印度公司与荷兰西印度公司发行的大量股票为阿姆斯特丹商人所拥有。这两个公司所夺得的海外属地后来演变为了荷兰的殖民地。阿姆斯特丹也在此时成为了欧洲航运和世界融资的中心。1602年，荷兰东印度公司的阿姆斯特丹办公室开始出售自己的股票，并成为了世界上第一家证券交易所。

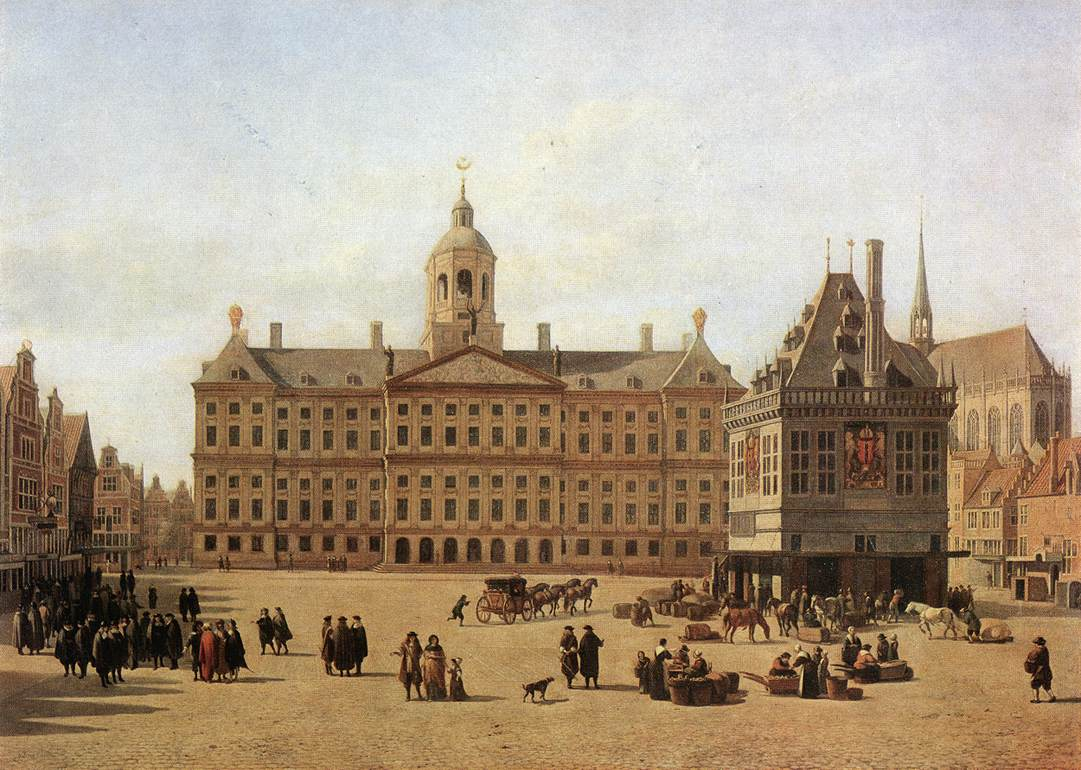
17世纪的水坝广场

## 衰退與現代化

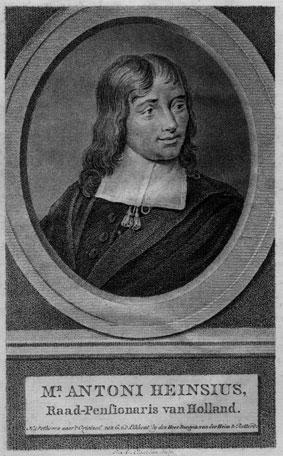
荷蘭黃金時代末期的大議長安東尼·海因斯。18世紀頭二十年的荷蘭領袖，是西班牙王位繼承戰爭的靈魂人物，任期內見證聯省共和國最後的輝煌與衰落

然而，从18世纪开始，阿姆斯特丹的繁荣开始褪色。荷兰与英国和法国之间的战争，打击了处于巅峰的阿姆斯特丹。后来，荷兰被拿破仑率领的法国军队所占领。直到1815年，摆脱法国统治的荷兰与现在的比利时和卢森堡组成荷兰王国，这座城市才迎来了发展的第二次春天。
19世纪末期也被称作阿姆斯特丹的第二个黄金年代。该市新建成了一些博物馆、中央车站以及阿姆斯特丹音乐厅。与此同时，她也迎来了工业革命。阿姆斯特丹-莱茵运河的成功开掘也使这座城市直接连接到了莱茵河；同时北海运河也缩短了城市与北海的距离。这两项工程极大地促进了与欧洲及世界其他地方的商业交流。1906年，作家约瑟夫·康拉德用“海之镜 （页面存档备份，存于）”精辟的从海边眺望阿姆斯特丹的景象。第一次世界大战前，该城市的规模开始拓展，建立了一些新的郊区。

## 世界大战期间
尽管在第一次世界大戰中荷兰保持了中立，但阿姆斯特丹还是遭受了食品和燃料的短缺，甚至由此还发生小规模的暴乱，并造成了人员的伤亡。这次暴乱被称为“马铃薯暴乱”。人们开始抢劫商店和仓库，以获得生活必需品，主要是食品。
1940年5月10日，纳粹德国入侵荷兰。德国人在阿姆斯特丹建立了纳粹政权并开始迫害犹太人。一些市民冒着极大的风险庇护犹太人，但最终超过十万荷兰籍犹太人被关进集中营。其中最著名的受害者，就是死在贝尔根-贝尔森集中营的安妮·弗兰克。只有5000名左右的荷兰籍犹太人幸免于难。二战末期，阿姆斯特丹与其他地区的通讯完全中断，食品和燃料也极度短缺。许多市民涌入农村避难。狗、猫、生甜菜以及郁金香球根都被人们当作食物充饥。阿姆斯特丹的许多树木被市民砍伐当作柴火；犹太人的房子也被拆掉，其中的木料也被一抢而空。

## 战后发展

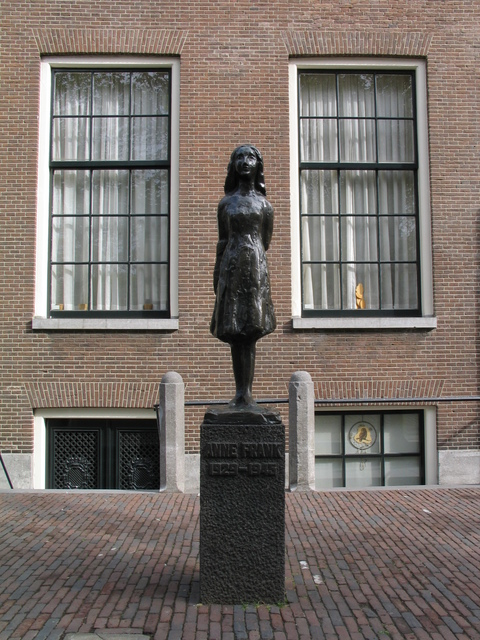
安妮·法蘭克雕像

二战後，阿姆斯特丹市郊得到了进一步发展。许多公园和广场建于市郊，新的居民住宅也在那里建立，一般拥有更为宽敞明亮的空间、花园以及阳台。由于两次世界大战的消耗，整座城市处于百废待兴的状态。随着社会的发展，当政者和其他有影响力的人物试图重新规划这座城市。写字楼的需求与日俱增；而由于汽车逐渐进入寻常百姓家，对新建道路的需求也大大增加。1977年，阿姆斯特丹兴建了第一条从市中心通往拜尔默梅尔（Bijlmermeer）的地铁。更长远的规划则是建设一条连接中央车站、市中心与城市其他地区的高速路。
战前的犹太人聚居区后来逐渐被拆除。一些窄小的街道，如犹太大街，因为需要拓宽的缘故，原来的老房子大多遭到拆除。大批拆除老建筑也激怒了一部分市民，并最终引发了“新集市骚乱”。后来，市民的示威收到了效果，街道的拆除扩建被终止，只会在地下继续修建地铁，这也很大程度上保护了老建筑和城市风貌。新的市政厅就建立在几乎完全拆毁的滑铁卢广场上。与此同时，大量旨在恢复城市中心风貌的私人机构被建立起来。尽管他们的努力在今天看来已经有了不错的成效，城市的风貌得到了恢复，但他们的工作仍在延续。现在市中心已经基本恢复了她黄金时代的原貌，并且成为了城市历史保护区。这里许多建筑已经被划为文物，其中如荷兰运河等正在申报世界遗产。